# Aurelio Martín
Manuel Aurelio Martín González (Gijón, 3 de junio de 1960) es un político español miembro de Izquierda Unida de Asturias. Fue consejero de Medio Rural y Pesca del Gobierno de Asturias entre 2008 y 2011. Entre 2015 y 2023 fue concejal en el Ayuntamiento de Gijón, ocupando la concejalía de Medio Ambiente y Movilidad entre 2019 y 2023.

## Biografía
Aurelio Martín nació en 1960 en el Hospital de Jove y vivió en el barrio de El Llano de Gijón, Asturias. Tras completar sus estudios primarios en un colegio de El Llano obtiene una maestría industrial en el Centro de Formación Profesional Revilla-Gigedo. Por influencia de un profesor jesuita de dicha escuela, empieza a interesarse en el sindicalismo y activismo estudiantil en los últimos años del franquismo. Tras finalizar COU en el IES Feijoo empezó estudios de Graduado Social, pero nunca los terminó ni desarrolló actividad profesional aparte de la política. Jugó al rugby en el Revillagigedo y actualmente reside en el barrio de Moreda de Gijón, ciudad en la que residió siempre salvo en una etapa de cuatro años en Madrid.

## Vida política
En 1968 se afilió a la Juventud Comunista en Asturias (sección juvenil del PCE), organización de la que sería su secretario general entre 1982 y 1988. En 1989 pasa a formar parte del Partido Comunista de Asturias, que desde 1986 forma parte de Izquierda Unida de Asturias, al igual que el Partido Comunista de España forma parte de Izquierda Unida. 
El 31 de marzo del año 2000 es elegido diputado de la Junta General del Principado de Asturias por la coalición Izquierda Unida-Bloque por Asturias-Verdes (IU-BA), cargo que mantendría hasta el 30 de enero de 2012 (legislaturas V, VI,VII y VIII).

### Consejero de Medio Rural y Pesca (2008-2011)
El 27 de noviembre de 2008 fue nombrado consejero de Medio Rural y Pesca en el tercer gobierno de Vicente Álvarez Areces (FSA-PSOE), formando parte del Consejo de Gobierno del Principado de Asturias. Este nombramiento proviene de un acuerdo elaborado por Izquierda Unida y el PSOE por el cual, a cambio de dos Consejerías, IU apoya al PSOE en la VII Legislatura (2007-2011). El 16 de julio de 2011 abandona la consejería al instalarse el nuevo gobierno de Foro.

### Concejal en el Ayuntamiento de Gijón (2015-2023)
En las elecciones municipales de 2015 es elegido concejal en el pleno del Ayuntamiento de Gijón, ostentando la portavocía de IU.
En las elecciones municipales de 2019 se presenta por la coalición Xixón por la Izquierda (Izquierda Unida de Asturias-Izquierda Asturiana). Es el único que resulta elegido de Xixón por la Izquierda y repite en su puesto como concejal. Se elige alcaldesa a la socialista Ana González, y, ante la falta de apoyos en el pleno (contaba con 11 de 27 concejales), el PSOE acuerda un pacto de gobierno con IU por el cual Aurelio Martín se hace cargo de la Concejalía de Medio Ambiente y Movilidad en agosto de 2019.
En 2022 anunció que no repetirá como candidato de Izquierda Unida en las elecciones municipales de 2023 a la alcaldía del Ayuntamiento de Gijón. Le sustituyó como candidato de IU Javier Suárez Llana, que lideró la coalición electoral Convocatoria por Xixón.